# Chilpancingo

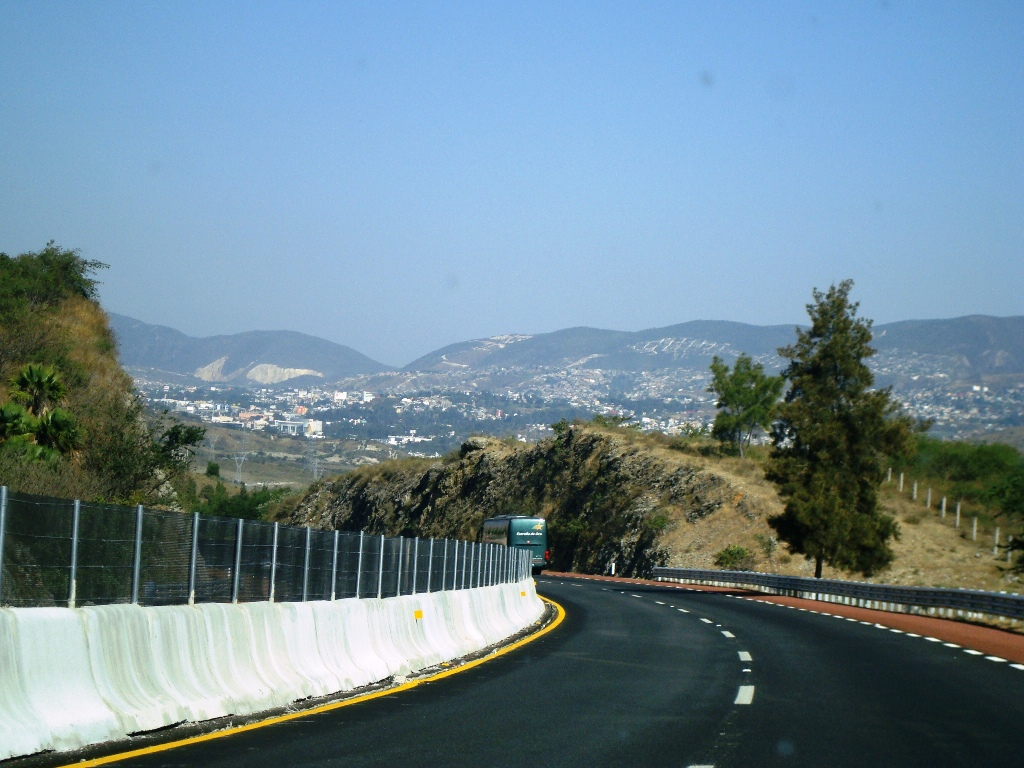
Entrada a la ciutat de Chilpancingo, des de l'Autopista del Sol

Chilpancingo, oficialment, Chilpancingo de los Bravo és una ciutat mexicana i capital de l'estat de Guerrero i del municipi homònim. Es troba al centre-sud del país. El 2005, tenia 166.796 habitants.
Aquesta ciutat va prendre un paper important durant la Guerra d'independència de Mèxic en ser un punt estratègic pels insurgents José María Morelos y Pavón i els germans Bravo. Morelos, en sitiar el port d'Acapulco, el 13 d'abril, 1813, va decidir donar un mac legal i oficial a la lluita armada ateses les victòries armades aconseguides i el 2 de juliol del mateix anys va convocar un Congrés Nacional a Chilpancingo. El Congrés es va reunir el 13 de setembre, 1813, amb el nom de "Primer Congrés d'Anáhuac". Morelos va pronunciar els "Sentiments de la Nació" (Sentimientos de la Nación), el congrés va promulgar la primera Declaració d'independència de Mèxic, l'Acta Solemne de la Declaració de la Independència de l'Amèrica Septentrional, va abolir l'esclavatge, la distinció de castes i la suspensió dels tributs.
Dues dècades després de la conformació de l'estat de Guerrero dins la federació mexicana, el governador Francisco Arce va traslladar la capital a Chilpacingo, ja que el seu opositor, Vicente Jiménez havia pres l'antiga capital, la ciutat de Tixtla. El govern federal va reconèixer la nova capital de l'estat. En vèncer la revolta de Jiménez, la legislatura local va decidir canviar de forma definitiva la seu dels poders de l'estat i establir oficialment Chilpancingo com a capital.

## Persones il·lustres
- Adriana Lavat, actriu i presentadora de televisió.